# Eudynamys orientalis
Koel-oriental ou coel-australiano (Eudynamys orientalis) é uma espécie de ave que pertence à família dos cuculídeos.
Seu nome popular em língua inglesa é "pacific koel".

## Distribuição
A espécie é encontrada em florestas, bosques, plantações e jardins de Wallacea, a leste das Ilhas Salomão, e leste da Austrália.